# Mladen
Mladen je moško osebno ime.

## Izvor imena
Mladen je ime slovanskega izvora. Ime je nastalo iz pridevnika mlad. Ime Mladen je pogosto zlasti na hrvaškem in srbskem jezikovnem področju in je k nam prišlo s priseljenci iz teh področij.

## Različice imena
- moške različice imena: Mladenče, Mladenko, Mladinko
- ženske različice imena: Mladica, Mladenka, Mladena, Mladenka

## Pogostost imena
Po podatkih Statističnega urada Republike Slovenije je bilo na dan 31. decembra 2007 v Sloveniji število moških oseb z imenom Mladen: 1.270. Med vsemi moškimi imeni pa je ime Mladen po pogostosti uporabe uvrščeno na 146. mesto.